# Orthosia satoi
Orthosia satoi är en fjärilsart som beskrevs av Shigero Sugi 1960. Vissa auktoriteter hävdar felaktigt år 1959. Arten ingår i släktet Orthosia och familjen nattflyn. Artens har beskrivits som endemiskt för Japan, dess typlokal är Chofu i närheten av Tokyo och den förekommer på öarna Hokkaido och Honshu. År 2005 observerades dock ett nattfly i Korea som bestämdes till O. satoi. Täckvingarna är lilagrå till mörkgrå, med större mörkare partier, medan bakvingarna är nästan vita. Arten är uppkallad efter Rikio Sato.